# Klaus-Dieter Wintermann
Klaus-Dieter Wintermann (* 23. Mai 1953 in Rohrborn; † 3. Januar 2001) war ein deutscher Kunsthistoriker und Museumsleiter.

## Leben
Klaus-Dieter Wintermann wuchs in der Stadt Sömmerda auf, in deren heutigem Ortsteil Rohrborn er 1953 geboren wurde. Nachdem er an der Erweiterten Oberschule das Abitur abgelegt hatte, studierte er Philosophie an der Karl-Marx-Universität Leipzig. An der dortigen Fakultät für Philosophie und Geschichtswissenschaft promovierte Klaus-Dieter Wintermann 1988 mit der Dissertation Funktion und Wirkung bildender Kunst im Sozialismus, philosophische Überlegungen zur Kunstvermittlung am Beispiel der "Kunstausstellung der DDR".
Nach praktischer beruflicher Tätigkeit im Wohnungsbaukombinat in Erfurt ging er 1980 nach Dresden, wo er wissenschaftlicher Mitarbeiter beim Rat des Bezirkes, Abteilung Kultur, wurde. Dabei war er u. a. für Kunstausstellungen in der DDR verantwortlich. So erarbeitete er 1984 die Ausstellungskataloge für Günter Rössler, Curt Querner, Klaus Schwabe und Lothar Sell.
Am 1. September 1988 übernahm er die Leitung von Schloss Weesenstein im Osterzgebirge, für dessen Sanierung und Vermarktung er sich maßgeblich in den zwölf Jahren seines Wirkens einsetzte. Außerdem war er seit 1999 Direktor der Staatlichen Schlösser und Gärten Dresden. 2001 starb er nach schwerer Krankheit.

## Schriften (Auswahl)
Eine komplette Bibliographie seiner Veröffentlichungen findet sich in: Sächsische Heimatblätter, 47, Nr. 1, 2001, S. 62. Zu seinen wenigen Monographien zählt der gemeinsam mit Christine Klecker verfasste Titel Wahre Geschichten um König Johann, Taucha, Tauchaer Verlag, 1994.